# Victor Augustin Dupain
Victor Augustin Dupain (La Mothe-Saint-Héray, 15 settembre 1857 – La Mothe-Saint-Héray, 15 febbraio 1940) è stato un farmacista e micologo francese.
Iniziò i suoi studi presso Poitiers e li continuò poi a Parigi, ma una volta diplomatosi, nel 1884 si stabilì a La Mothe-Saint-Héray, suo paese natale.
Nel 1893 aderì alla Société mycologique de France.
Nel 1902 il micologo Jean Louis Émile Boudier diede il suo nome al fungo Boletus dupainii Boud.